# نل گوئین
نل گوئین (به انگلیسی: Nell Gwyn) با نام واقعی النور گوئین (زادهٔ ۲ فوریه ۱۶۵۰ – درگذشتهٔ ۱۴ نوامبر ۱۶۸۷) هنرپیشهٔ انگلیسی و معشوقهٔ چارلز دوم، پادشاه انگلستان بود.

## زندگینامه
نل گوئین در ۱۶۵۰ در لندن و در خانواده‌ای فقیر زاده شد. وقتی کودک بود پدرش در زندان بدهکاران در آکسفورد درگذشت و در نوجوانی در فاحشه‌خانه‌ای که مادرش آن را در محلهٔ کاونت گاردن اداره می‌کرد برای مهمانان برندی سرو می‌کرد. در ۱۶۶۴ و با نفوذ خواهر بزرگش به فروش پرتقال در تماشاخانهٔ دروری لین مشغول شد. دیری نپایید که مورد توجه چارلز هارت، هنرپیشهٔ اول تماشاخانه قرار گرفت و معشوقهٔ او شد. نل سپس به جرگهٔ بازیگران پیوست و نخستین حضور خود در صحنه را احتمالاً در دسامبر ۱۶۶۵ تجربه کرد. چندی بعد او به یکی از کمدین‌های برجسته تبدیل شد که پیوسته بر روی صحنه حضور داشت.
نل در ۱۶۶۹ معشوقهٔ چارلز دوم شد و نخستین فرزندش از پادشاه در ۱۶۷۰ به‌دنیا آمد. او را چارلز بیوکلرک نام نهادند و نل توانست با ترغیب چارلز دوم پسرش را به مقام دوکی سنت آلبانز برساند. دومین پسر آن‌ها جیمز در ۱۶۷۱ زاده شد اما در ۱۶۸۰ درگذشت. نل که اینک با طبقهٔ درباری در ارتباط بود باقی عمرش را صرف سرگرم‌سازی شاه و دوستانش نمود. او مادرش را در خانه‌ای در چلسی اسکان داد اما او بر اثر زیاده‌نوشی در ژوئیه ۱۶۷۹ در نهر آب مجاوری افتاد و غرق شد.
نل گوئین تنها معشوقهٔ چارلز دوم بود که مردم هم دوستش داشتند. او سواد خواندن و نوشتن نداشت اما زنی بود جذاب، سرزنده و شاد. با این حال نل در این مدت به شدت مقروض شده بود و مورد هجوم طلبکاران قرار داشت. چارلز دوم در فوریهٔ ۱۶۸۵ درگذشت و برادرش جیمز دوم بنا بر درخواست او به‌هنگام مرگ بیشتر قرض‌های نل را پرداخت و برایش مقرری سالیانهٔ ۱۵۰۰ پوندی در نظر گرفت.
نل در مارس ۱۶۸۷ دچار سکتهٔ ناقص شد و به‌صورت نیمه فلج درآمد. او ۸ ماه بعد درگذشت و در کلیسای سنت مارتین-این-د-فیلدز به خاک سپرده شد.